# Sankt Kristoffers katolska församling
Sankt Kristoffers katolska församling är en romersk-katolsk församling i Kalmar. Församlingen tillhör Stockholms katolska stift.

## Historik
Tidigare tillhörde området Sankt Mikaels katolska församling i Växjö. År 1960 köpte passionisterna en villa i Kalmar i hörnet av Söderportsgatan och Kungsgatan. Efter att ett par ordensbröder flyttat dit kom verksamheten successivt att utökas. År 1961 invigdes Sankt Kristoffers kapell i ett av villans rum. Det kom att bli centralpunkten för katolska mässfirande för Kalmar, Karlskrona, Nybro och Oskarshamn och för uppbyggnaden av en ny församling. Först den 1 januari 1982 avskildes Sankt Kristoffers katolska församling från Sankt Mikaels katolska församling i Växjö och blev därmed självständig.
Namnet Kristoffer kommer av Kalmars skyddshelgon den helige Kristoffer.

## Kyrkobyggnaden
Den nuvarande kyrkan i Kalmar, uppfördes på 1830-talet och ombyggdes 1868 till  Kalmar metodistförsamlings kapell (S:t Pauls församling) och hade då namnet S:t Pauls kyrka. Byggnaden såldes till Katolska församlingen 1987. Altarskåpet är därefter utfört av Sven-Bertil Svensson.
Sankt Kristoffers katolska kyrka är belägen på Malmbrogatan 5 på Malmen i Kalmar.